# 国際連合文民警察サポート・グループ
国際連合文民警察サポート・グループ（こくさいれんごうぶんみんけいさつサポート・グループ、英語: United Nations Police Support Group, UNPSG）は、クロアチアに展開した国際連合平和維持活動。国際連合東スラヴォニア・バラニャおよび西スレム暫定統治機構(UNTAES)の活動終了後、クロアチアの東スラヴォニア・バラニャおよび西スレム・セルビア人自治州における難民帰還に対するクロアチア警察の行動を監視することを目的としている。1997年12月19日の国際連合安全保障理事会決議1145により設立された。

## 概要
クロアチアの独立運動に伴い、クロアチア領内のセルビア人は少数民族となるため、これに対抗して1991年にクライナ・セルビア人共和国を設立した。このとき、クロアチア最東部の東スラヴォニアもセルビア人支配地域となっている。1995年のクロアチア軍による閃光作戦および嵐作戦により、西スラヴォニアやクロアチア中部のセルビア人支配地域はクロアチアの支配下へと移った。クロアチア最東部の地域であり、セルビアと接している東スラヴォニアはセルビア人領域下のままであった。同時期にはボスニア・ヘルツェゴビナ紛争にも関連して、NATO軍がセルビアへの攻撃を行い、結果として1995年11月12日にセルビア人勢力は東スラヴォニアのクロアチアへの移管に合意する。東スラヴォニアは1996年より国際連合東スラヴォニア・バラニャおよび西スレム暫定統治機構(UNTAES)が統治し、非武装化や難民帰還支援、限定的な警察組織の設立などを実施した。国際連合文民警察サポート・グループ（UNPSG）はUNTAESの活動期限を迎え、東スラヴォニアに際し、1997年12月19日の安保理決議1145に基づき設立されたものである。活動開始は1998年1月16日、9ヶ月の活動期限を設けられていた。
UNPSGの目的は、難民帰還や人権尊重に対するクロアチア警察の行動を監視することにある。規模は文民警察官180名。対象地域におけるクロアチア警察の民族構成がクロアチア人が多くなったり、難民帰還数が予定以下で、民族対立由来の事件の発生が続くなど、状況には不安定な面もあったが、全般的な治安状況自体は良好であった。UNPSGは1998年10月15日に活動を終了し、同任務は直ちに欧州安全保障協力機構(OSCE)が引き継いだ。